# 18 хэппенингов в шести частях
18 хеппенингов в шести частях (англ. 18 Happenings in 6 parts) — перформанс Аллана Капроу, состоящий из восемнадцати хеппенингов, оказавший значительное влияние на дальнейшее развитие искусства перформанса. Работа была показана в галерее Аниты Ребен (Reuben Gallery) осенью 1959 года. Это был первый перформанс доступный для посещения широкой публике.

## Описание
Алланом Капроу были разосланы приглашения с текстом, в котором говорилось, что зритель приглашён принять участие в хеппенингах и одновременно испытать их на себе. В приглашениях не было никакой информации о предстоящем мероприятии, а также не был указан адрес. Вскоре, все, кто получил приглашение, так же получили загадочные пластиковые конверты, содержащие в себе различные мелкие предметы: фигурки, бумажки, рисунки, древесную кору. Также, в конверт было вложено описание того, что примерно будет ожидать зрителя на представлении.
В тот день галерея Ребен представляла собой большой чердак, пространство было изменено при помощи пластиковых стен и делилось на три комнаты, которые были заполнены стульями, расположенными так, что лица зрителей были направлены в разные стороны.
Все помещения украшали разноцветные лампочки, а также две из трёх комнат были оборудованы зеркалами от пола до потолка, цель зеркал была в том, что бы отражать всю обстановку. В одной из комнат располагалось пространство, названное диспетчерской, в котором предстояло готовиться к представлению актёрам.
На входе каждый посетитель получал программу мероприятия, а также карточку, где объяснялось, что перформанс состоит из шести частей, каждая из которых в свою очередь состоит из трёх хэппенингов. Задумывалось, что все хеппенинги будут происходить одновременно.
Зрители были очень чётко проинструктированы о том, как необходимо вести себя во время перформанса. И после звонка во всех комнатах одновременно началось представление, которое включало в себя музыкальные номера, показ слайдов, декламацию стихов, один художник на протяжении всего времени зажигал спички, девушка резала апельсины, играл оркестр игрушечных музыкальных инструментов, а также происходили другие действия, сложно поддающиеся описанию.
Несмотря на чёткий хронометраж всех хэппенингов, который Капроу тщательно контролировал, он не придавал данному перформансу определённого смысла.
Внешнее отсутствие смысла данного перформанса, проявилось и во многих других перформансах того времени. В своём перформансе Капроу предоставил зрителям возможность самостоятельно интерпретировать всё, что происходило в галерее.

## Художники, задействованные в перформансе
В перформансе принимали участие такие знаменитые художники, как Роберт Раушенберг, Джаспер Джонс, Альфред Лесли, Лестер Джонсон и другие.